# Rocky-Mountain-Nationalpark
Der US-amerikanische Rocky-Mountain-Nationalpark befindet sich nordwestlich von Boulder in Colorado. Er hat eine Größe von 1.075 km² (415 sqm). Der Park wird ganzjährig stark frequentiert und ist bekannt für seine Ausblicke auf die Rocky Mountains sowie seine Tier- und Pflanzenwelt. Er verfügt über ein ausgedehntes Netz an Wanderwegen und eine Vielzahl von Campingplätzen. Durch das Gebiet des Nationalparks verlaufen die Kontinentale Wasserscheide und der Colorado River.

## Lage
Die Parkverwaltung befindet sich in Estes Park im Larimer County, das sich im Nordosten (am Osteingang) des Parkes befindet. Im Süden schließt sich der Park an die Stadt Grand Lake im Grand County an. Die Stadt liegt am See Grand Lake, der ihr auch den Namen gegeben hat, und der im Winter für Schneemobil-Rennen bekannt ist und im Sommer als Anglerparadies gilt. Die beiden Ortschaften Estes Park und Grand Lake sind durch die Trail Ridge Road miteinander verbunden. Teile des Grand County können nur durch den Park selber erreicht werden.
Besucherzentren gibt es in der Nähe eines jeden Eingangs.

## Klima, Flora und Fauna
Das kontinentale und humide Klima des Parks besteht aus verschiedenen Höhenstufenklimaten innerhalb der kühlgemäßigten Klimazone des tieferliegenden Umlandes, die hier trocken-arid geprägt ist. Entscheidend für die Vegetation ist allerdings das Gebirgsklima, das vier ökologische Höhenstufen bedingt:
- 2396–2500 m: Foothills / Transition mit Grassteppe (Prärie)
- 2500–3000 m: Montane / Canadian mit Laub-Nadelmischwald
- 3000–3500 m: Sub-Alpine / Hudsonian mit Gebirgs-Nadelwald
- über 3500 m: Alpine / Arctic mit Bergtundra

Im Nationalpark leben viele Tierarten, darunter fast siebzig Säugetiere und fast dreihundert Vogelarten. Auch die große Artenvielfalt ist auf die Höhenzonierung zurückzuführen, die eine Vielzahl von Lebensräumen schafft. Einige typische Arten wurden jedoch ausgerottet, darunter Wolf, Vielfraß, Grizzlybär und amerikanischer Bison.

## Sehenswürdigkeiten
sind unter anderem:
- Trail Ridge Road
- Alpine Visitor’s Center
- Bear Lake
- Nymph Lake
- Emerald Lake
- Chasm Lake
- Berg Longs Peak (4345 m)
- Grand Lake

## Geschichte
Der Rocky-Mountain-Nationalpark wurde am 26. Januar 1915 unter Präsident Woodrow Wilson gegründet, nachdem sich der Naturschützer Enos Mills (1870–1922) jahrelang für einen solchen Nationalpark eingesetzt hatte.
Zuvor gehörte das Gebiet des Parks zum Schweifgebiet der Ute, die mindestens 1100 heilige Plätze hinterließen.